# Dia Internacional das Cooperativas
O Dia Internacional das Cooperativas é um dia comemorado no primeiro sábado de julho desde 1995, oficialmente instituído em 1992 pela Assembleia Geral das Nações Unidas.

## Proclamação
O Dia Internacional das Cooperativas foi oficialmente proclamado em 16 de dezembro de 1992 pela Assembleia Geral das Nações Unidas. A proclamação visa destacar a importância das cooperativas na promoção dos valores de solidariedade, eficiência econômica, igualdade e paz mundial, alinhando-os para os Objetivos de Desenvolvimento Sustentável.

## Celebração
A data é comemorada anualmente no primeiro sábado de julho. A escolha desse dia se deve à tradição da Aliança Cooperativa Internacional (ACI) de comemorar as cooperativas nesse dia desde 1923. A primeira celebração desse dia foi realizada em 1995 para coincidir com o centenário da ACI. Em 2012, foi celebrado o Ano Internacional das Cooperativas, destacando uma década de progresso desde então.

## Temas
- 1995: Centenário da ACI e os próximos 100 anos da Cooperação Internacional[6][7][a]
- 1996: Empresa cooperativa: possibilitando o desenvolvimento sustentável centrado nas pessoas[7]
- 1997: Contribuição das Cooperativas para a Segurança Alimentar Mundial[7]
- 1998: As cooperativas e a globalização da economia[7]
- 1999: Política e legislação estatal sobre cooperativas[7]
- 2000: Cooperativas e a promoção do emprego[7]
- 2001: Cooperativas e seus benefícios no terceiro milênio[7]
- 2002: A sociedade e as cooperativas na vida comunitária[7]
- 2003: As cooperativas tornam o desenvolvimento uma realidade: A contribuição das cooperativas para as Metas de Desenvolvimento do Milênio das Nações Unidas[7]
- 2004: Globalização justa: criando oportunidades para todos[7]
- 2005: Microfinanças faz parte do nosso negócio: cooperando para sair da pobreza[7]
- 2006: Construindo a paz por meio das cooperativas[7]
- 2007: Os Princípios e Valores Cooperativos para a Responsabilidade Social Corporativa[7]
- 2008: Combatendo a mudança climática através das cooperativas[7]
- 2009: Impulsionando a recuperação global por meio das cooperativas[7]
- 2010: A empresa cooperativa dá poder às mulheres[7]
- 2011: Jovens: o futuro da empresa cooperativa[7]
- 2012: A empresa cooperativa ajuda a construir um mundo melhor[7][8]
- 2013: A empresa cooperativa permanece forte em tempos de crise[7]
- 2014: As empresas cooperativas alcançam o desenvolvimento sustentável para todos[7]
- 2015: Escolha a cooperativa — escolha a justiça[7]
- 2016: Cooperativas: o poder de agir para um futuro sustentável[7]
- 2017: As cooperativas garantem que ninguém seja deixado para trás[9][10]
- 2018: Consumo e produção sustentáveis de bens e serviços[11]
- 2019: COOPS X trabalho decente[12]
- 2020: COOPS X trabalho decente[13]
- 2021: Cooperativas: reconstruindo coletivamente[14]
- 2022: Cooperativas constroem um mundo melhor[15]
- 2023: Cooperativas para o desenvolvimento sustentável[16][17]
- 2024: Construindo um futuro melhor para todos[18]